# NGC 3250D
NGC 3250D (другие обозначения — ESO 317-31, MCG -7-22-11, PGC 30792) — линзообразная галактика (S0) в созвездии Насос.
Этот объект не входит в число перечисленных в оригинальной редакции «Нового общего каталога» и был добавлен позднее.